# Kaithoon
Kaithoon là một thành phố và khu đô thị của quận Kota thuộc bang Rajasthan, Ấn Độ.

## Nhân khẩu
Theo điều tra dân số năm 2001 của Ấn Độ, Kaithoon có dân số 20.362 người. Phái nam chiếm 52% tổng số dân và phái nữ chiếm 48%. Kaithoon có tỷ lệ 62% biết đọc biết viết, cao hơn tỷ lệ trung bình toàn quốc là 59,5%: tỷ lệ cho phái nam là 73%, và tỷ lệ cho phái nữ là 51%. Tại Kaithoon, 17% dân số nhỏ hơn 6 tuổi.